# Holstebro Håndbold
Holstebro Håndbold (under foreningen HH90) er en dansk kvindehåndboldklub, der siden 2022 har optrådt i landets andenbedste kvindelige håndboldrække 1. division. Senest var de spillende i hele 13 år i Damehåndboldligaen, fra 2009 frem til 2022. Klubben er en sammenslutning fra 1990 af Holstebro KFUM og Holstebro HK, og har i dag ca. 530 aktive medlemmer, heraf 480 i ungdomsafdelingen.
HH90 var moderklub til TTH Holstebros dameligahold. HH90 er ligeledes en del af TTH Holstebros ungdomsafdeling som varetager hold i U-16 og U-18 rækkerne.
Fra sæsonen 2020-21 var klubbens dameligahold ikke længere tilknyttet TTH-afdelingen. I stedet optrådte holdet under HH90 i Damehåndboldligaen.
Det nye navn 'Holstebro Håndbold', blev offentliggjort den 14. april 2020.
Klubben er hvert år i påsken arrangør af Danmarks største ungdomsstævne med 4000 deltagere med hold fra Norge, Sverige, Tyskland, Holland, Belgien og Danmark.

## Resultater

### TTH Holstebro
- Damehåndboldligaen:
  - Sølv: 2013
  - Bronze: 2015, 2016
- EHF Cup: 2
  - Vinder: 2013, 2015
  - Sølv: 2011
- EHF Cup Winners' Cup:
  - Vinder: 2016

## Spillertruppen 2023/24
| Nr. | Navn                     | Nationalitet | Alder                      | Position     |
| --- | ------------------------ | ------------ | -------------------------- | ------------ |
| 1   | Jesse van de Polder      | Holland      | 3. juli 1998 (26 år)       | Målvogter    |
| 2   | Johanna Kristensen       | Danmark      | 7. september 2002 (22 år)  | Venstre back |
| 3   | Nanna Rasmussen          | Danmark      | 3. juli 2003 (21 år)       | Stregspiller |
| 4   | Evi Jaspers              | Danmark      | 2. juli 1996 (28 år)       | Playmaker    |
| 5   | Tea Thomassen            | Danmark      | 17. maj 2003 (22 år)       | Playmaker    |
| 6   | Anne-Louise Moesgaard    | Danmark      | 28. april 2001 (24 år)     | Playmaker    |
| 8   | Camilla Vinding Pedersen | Danmark      | 18. juni 2002 (23 år)      | Højre back   |
| 9   | Mathilde Troelsen        | Danmark      | 6. juli 2003 (21 år)       | Playmaker    |
| 10  | Mathilde Hylleberg       | Danmark      | 1. december 1998 (26 år)   | Højre fløj   |
| 11  | Mathilde Hansen          | Danmark      | 27. juni 2003 (21 år)      | Stregspiller |
| 12  | Emma Firgaard            | Danmark      | 13. juli 2003 (21 år)      | Målvogter    |
| 19  | Julie Bjerregaard        | Danmark      | 11. oktober 2003 (21 år)   | Venstre fløj |
| 25  | Signe Schaar             | Danmark      | 26. september 2001 (23 år) | Venstre fløj |
| 33  | Josefine Jensen          | Danmark      | 20. marts 2003 (22 år)     | Højre fløj   |
| 44  | Rikke Aastrup            | Danmark      | 17. april 2003 (22 år)     | Playmaker    |

## Transfers
| Danmark | Julie Holm - Hentet i Ringkøbing Håndbold |

| Danmark | Sofie Brems Østergaard - Skifter til Ringkøbing Håndbold    |
| Danmark | Andrea West Bendtsen - Skifter til Silkeborg-Voel KFUM      |
| Danmark | Julie Gantzel Pedersen - Skifter til Herning-Ikast Håndbold |
| Danmark | Emilie Bastrup Berthelsen                                   |
| Danmark | Isabella Fazekas                                            |